# Snoopy et les Peanuts, le film
Pour plus de détails, voir Fiche technique et Distribution.
Snoopy et les Peanuts, le film ou Peanuts, le film au Québec (The Peanuts Movie) est un film d'animation américain réalisé par Steve Martino et sorti en 2015. Il s'agit du cinquième long métrage basé sur la bande dessinée Peanuts de Charles M. Schulz et il marque le 65e anniversaire de la bande dessinée.

## Synopsis
Lorsque la Petite Fille Rousse emménage dans le quartier, Charlie Brown s'éprend d'elle, mais il craint que sa longue série d'échecs joue en sa défaveur. Après que Lucy lui a dit qu'il devrait essayer d'être plus confiant, Charlie Brown décide de se lancer dans une série de nouvelles activités dans l'espoir d'être remarqué par la Petite Fille Rousse.
Aidé par Snoopy et Woodstock, il prépare un numéro de magie pour le concours de talents de l'école ; cependant, il est obligé d'annuler son numéro afin d'aider sa sœur Sally avec le sien. Tentant d'impressionner la Petite Fille Rousse avec ses talents de danseur, Charlie Brown s'inscrit au bal de l'école et demande à Snoopy de lui apprendre tous les meilleurs pas. Lors de la danse, Charlie Brown impressionne ses camarades, mais il glisse et une de ses chaussures déclenche l'arrosage anti-incendie, ce qui interrompt la danse et tous les autres élèves le méprisent une fois de plus.
Charlie Brown s'est associé à la Petite Fille Rousse pour rédiger une fiche de lecture. Lorsqu'elle est absente pendant une semaine pour s'occuper d'une maladie familiale, Charlie Brown décide d'écrire seul le rapport sur le roman de niveau universitaire Guerre et Paix. Dans le même temps, Charlie Brown découvre qu'il est le seul élève à obtenir une note parfaite à un test QCM. Ses amis et les autres élèves le félicitent et sa popularité commence à grimper.
Cependant, lorsqu'il va accepter une médaille lors d'une assemblée scolaire, il apprend que les copies de test ont été accidentellement mélangées et que sa copie appartient en fait à Peppermint Patty ; Charlie Brown révèle l'erreur et décline la médaille, perdant ainsi toute sa popularité. Sa fiche de lecture est également détruite par un avion miniature du Baron Rouge.
Pendant ce temps, à l'aide d'une machine à écrire, Snoopy écrit un roman sur son personnage d'As volant de la Première Guerre mondiale essayant de sauver sa bien-aimée Fifi du Baron Rouge avec l'aide de Woodstock et de ses amis, en utilisant les événements et les situations clés entourant Charlie Brown comme source d'inspiration pour développer son histoire. Il agit physiquement dans son aventure, rencontrant plusieurs fois Charlie Brown et la bande en cours de route. Snoopy bat le Baron Rouge et sauve Fifi d'un zeppelin. Quand Lucy a fini de lire l'histoire, elle la qualifie de stupide, alors Snoopy riposte en la frappant avec la machine à écrire.
Avant de quitter l'école pour les vacances d'été, Charlie Brown est surpris lorsque la Petite Fille Rousse le choisit comme correspondant. Linus convainc Charlie Brown qu'il doit dire à la Petite Fille Rousse ce qu'il ressent pour elle avant qu'elle ne parte. Courant jusqu'à sa maison, il découvre qu'elle est sur le point de partir en bus pour un camp d'été. Il essaie de poursuivre le bus mais il est bloqué. Alors qu'il est sur le point d'abandonner, Charlie Brown voit un cerf-volant tomber de l'arbre mangeur de cerfs-volants. La ficelle s'emmêle autour de sa taille et le cerf-volant l'emporte. Émerveillés de voir Charlie Brown faire voler un cerf-volant, ses amis le suivent. En arrivant devant le bus, Charlie Brown demande enfin à la Petite Fille Rousse pourquoi elle l'a choisi comme correspondant malgré ses échecs. Elle explique qu'elle admire son altruisme et sa détermination, et elle le qualifie d'honnête, attentionné et compatissant. Les autres enfants le félicitent comme un véritable ami et le portent en triomphe. Le film se termine avec Charles M. Schulz écrivant sa signature sur une bande dessinée Peanuts.

## Fiche technique
- Titre original : The Peanuts Movie
- Titre français : Snoopy et les Peanuts, le film
- Titre québécois : Peanuts, le film[1]
- Réalisation : Steve Martino
- Scénario : Craig Schulz, Bryan Schulz et Cornelius Uliano, d'après Peanuts de Charles M. Schulz
- Musique : Christophe Beck
- Direction artistique : Nash Dunnigan
- Photographie : Renato Falcão
- Montage : Randy Trager
- Production : Paul Feig, Bryan Schulz, Craig Schulz, Michael J. Travers et Cornelius Uliano
- Sociétés de production : 20th Century Fox Animation, Blue Sky Studios, Feigco Entertainment et Peanuts Worldwide
- Société de distribution : 20th Century Fox
- Budget : 99 000 000 dollars[2]
- Pays de production :  États-Unis
- Langue originale : anglais
- Format : couleur - 35 mm - 1,85:1 - son Dolby Digital / DTS / SDDS / Dolby Surround 7.1 / Dolby Atmos
- Genre : animation
- Durée : 88 minutes
- Dates de sortie :
  - États-Unis : 6 novembre 2015
  - France / Belgique : 23 décembre 2015

 Sauf indication contraire, les informations mentionnées dans cette section peuvent être confirmées par la base de données cinématographiques IMDb,  présente dans la section « Liens externes ».

## Distribution

### Voix originales
- Noah Schnapp : Charlie Brown
- Bill Meléndez : Snoopy et Woodstock (en) (enregistrements d'archives)
- Hadley Belle Miller : Lucy van Pelt
- Mariel Sheets : Sally Brown
- Alex Garfin : Linus van Pelt
- Francesca Capaldi : Frieda et la petite fille rousse (en)
- Venus Schultheis : Peppermint Patty
- Rebecca Bloom : Marcie
- Marelik « Mar Mar » Walker : Franklin
- Noah Johnston : Schroeder
- Anastasia Bredikhina : Patty
- Madisyn Shipman : Violet
- William Alexander Wunsch : Shermy (en)
- Kristin Chenoweth : Fifi
- Seth Rogen : Olaf
- Kunal Nayyar : Spike
- AJ Teece : Pig-Pen
- Micah Revelli : le petit garçon
- Troy Andrews : Miss Othmar (sons de trombone)

### Voix françaises
- Erwann Lavigne : Charlie Brown
- Juliette Gesteau : Lucy van Pelt
- Paloma Josso : Sally Brown
- Aloïs Agaësse-Mahieu : Linus van Pelt
- Lilia Aragones : la petite fille rousse
- Roxane Boulenger : Frieda
- Élise Le Boursicaud : Peppermint Patty
- Lana Ropion : Marcie
- Octave Jagora : Franklin
- Eliott Nahon : Schroeder
- Lisa Morelli : Patty
- Marie Delamarre : Violet
- Léon Bruel : Shermy
- Max Fauviau : Pig-Pen
- Jaynélia Coadou : Kite

 Source et légende : version française (VF) sur RS Doublage, Comme au cinéma et le carton du doublage français à l'issue du générique.

### Voix québécoises
- Frédéric Larose : Charlie Brown
- Alice Déry : Lucy
- Julianne Belleau : Sally
- Lili Arsenault : Patty
- Élizabeth Abraham : Marcie
- Alexio Dimarco : Franklin
- Marilou Forgues : Peppermint Patty
- Mathéo Savard-Piccinin : Linus
- Loïc Moënner : Pigpen

 Source et légende : version québécoise (VQ) sur Doublage.qc.ca

## Accueil

### Sortie
Originellement prévu pour une sortie le 25 novembre 2015 aux États-Unis et Portugal, il est annoncé en novembre 2012 que le film est avancé pour le 6 novembre 2015. Snoopy et les Peanuts, le film a fait sa première le 1er novembre 2015 à New York. La sortie commémore le 65e anniversaire de la bande dessinée et le 50e anniversaire du téléfilm d'animation Joyeux Noël, Charlie Brown ! (A Charlie Brown Christmas). Un court métrage de la franchise L'Âge de glace, nommé Scrat-tastrophe Cosmique, a été montré avant la projection du film dans les cinémas afin de promouvoir le prochain film d'animation de Blue Sky Studios, L'Âge de glace : Les Lois de l'Univers.
L'édition japonaise de la bande originale comprend "Good to Be Alive" et trois autres morceaux de la partition de Beck. La version japonaise du film utilise également "A Song For You" de l'auteur-compositeur-interprète japonais Ayaka pour la bande-annonce et la fin au lieu de celle de Trainor, mais elle est sortie en single et n'est pas apparue sur l'édition japonaise de l'album de la bande originale,.

### Box-office
Pour son premier jour d'exploitation aux États-Unis et au Canada, Snoopy et les Peanuts, le film se place à la deuxième place et rapporte un peu plus de 12 millions dans 3897 cinémas, derrière 007 Spectre et ses 27,4 millions. Il reste encore à la deuxième place avec 44,2 millions lors du premier week-end d'exploitation, toujours derrière 007 Spectre avec 70,4 millions. Finalement, le film a rapporté 238 185 575 $ au box-office mondial, dont 129 759 618 $ en Amérique du Nord et 108 425 957 $ à l'international.
En France, également pour son premier jour, le film se place deuxième dans le classement avec 63 000 entrées dans 594 salles, derrière Le Grand Partage et ses 64 165 entrées. Cependant, grâce aux avant-premières, il cumule à 112 000 entrées. Au total, Snoopy et les Peanuts, le film a effectué 829 536 entrées.

## Distinctions

### Récompenses
- African-American Film Critics Association 2015 : meilleur film d'animation[17]

### Nominations
- Austin Film Critics Association 2015 : meilleur film d'animation[18]
- Critics' Choice Movie Awards 2016 : meilleur film d'animation[19]
- Golden Globes 2016 : meilleur film d'animation[20]
- Annie Awards 2016[21] :
  - Meilleur film d'animation
  - Meilleure animation de personnages dans un film d'animation pour BJ Crawford
  - Meilleure réalisation dans un film d'animation pour Steve Martino
  - Meilleur doublage dans un film d'animation pour Alex Garfin et Hadley Belle Miller

## Possible suite
Le 10 novembre 2015, le site américain TheWrap révèle qu'à la suite du succès du film, la 20th Century Fox est intéressée pour faire une suite, mais que la société de production détient seulement les droits pour faire un seul film Peanuts. La veuve de Charles M. Schulz, Jean Schulz, indique qu'une suite n'est pas imminente, en déclarant : « Celui-ci a pris huit ans, peut-être que nous en reparlerons alors ».